# Èter difenílic polibromat
Els èters difenílics polibromats (EDPB o PBDE per les seves sigles en anglès) són un grup de compostos aromàtics organobromats formats per dos benzens enllaçats mitjançant un àtom d'oxigen (això els dona el nom d'èters), en els que els carbonis que no es troben enllaçats a l'oxigen, poden estar units a hidrògens o a broms. Es tracta d'una família de compostos que es diferencien pel nombre de broms (que pot oscil·lar entre 1 i 10) i la seva posició. Aquests compostos són els segons més utilitzats en el món com a retardants de flama després del Tetrabromobisphenol A. Són compostos lipòfils, resistents a la degradació i àmpliament distribuïts al medi, per la qual cosa s'inclouen en la categoria dels contaminants orgànics persistents. Se sap que aquests compostos poden afectar la fertilitat en humans amb els nivells que es poden trobar a les cases. També podem trobar els seus anàlegs clorats anomenats èters difenílics policlorats. A causa de la seva toxicitat i persistència en el medi ambient, en la quarta reunió del conveni d'Estocolm es van afegir en l'annex A com a compostos que els països s'havien de comprometre a erradicar a nivell internacional.

## Classes d'PBDE

Estructura química dels PBDEs on 0<m+n<11

Els èters difenílics polibromats formen una família de compostos químics amb un total de 209 congèneres. (PBDE = C₁₂H(10−x)BrxO (on x = 1, 2, ..., 10 = m + n)). Als EUA aquests compostos es comercialitzen amb els noms: DE-60F, DE-61, DE-62, i DE-71 a les barreges d'èters difenílics pentabromats (a partir d'ara PBDE); DE-79 a les barreges de compostos octabromats (OctaPBDE) i; DE-83R i Saytex 102E als decabromats (DecaBDE). Els trobem units en barreges de congèneres per la dificultat en la separació de congèneres amb el mateix nombre de broms, és per això que en una mostra de PentaBDE (pentabromat), per exemple, trobem tan sols un 50-62% de pentabromat, també conté entre un 24-38% de tetrabromat, entre un 4-8% d'hexabromat i traces (0-1%) de tribromat.

### Congèneres poc bromats
Aquests congèneres, tenen 5 o menys àtoms de brom per molècula, s'estima que són els més perillosos, ja que són els que més fàcilment es bioacumulen en els organismes. Se sap que afecten els nivells hormonals de la glàndula tiroide i hi ha estudis que atribueixen a aquests productes danys en la reproducció i neuronals a partir de certes concentracions.

### Congèneres altament bromats
Aquests congèneres tenen més de 5 àtoms de clor per molècula i van ser els darrers en entrar en el conveni d'Estocolm.

## Preocupació per a la salut i el medi ambient
Des de la dècada dels 90, molts científics s'han qüestionat la seguretat dels PBDE. La gent, en general, està exposada a nivells baixos de PBDEs a través de l'alimentació o la inhalació, i aquests es bioacumulen a la sang, a la llet materna i als teixits adiposos. La gent que manipula productes que contenen PBDE estan exposats a nivells més alts d'aquests contaminants, especialment aquells que treballen en plantes de recuperació i reciclatge d'aquests productes; però inclòs a casa, hi ha una gran quantitat d'articles domèstics que contenen PBDE com a retardants de flama. A Canadà, diversos estudis han trobat concentracions significatives d'aquests contaminants en el menjar comú com ara el salmó, la vedella, la mantega i el formatge. Els èters difenílics polibromats s'han trobat també en alts nivells en la pols de les cases, en els fangs de les depuradores i en efluents de plantes de tractament d'aigües; fins i tot s'ha trobat un nivell en augment dels nivells d'aquestes partícules en la sang dels mamífers marins com ara certes foques.
Actualment existeix una preocupació creixent sobre si els èters difenílics polibromats tenen una vida en el medi ambient i unes propietats semblants a les dels dibenzofurans policlorats.

### Estudis
Els estudis realitzats mostren que els nens dels EUA, Noruega, Austràlia i les illes Fèroe tenen uns nivells més alts de PBDEs que els adults. Als EUA, la mitjana de concentració en sang d'aquests compostos és de 62·103 ppm (parts per milió en el Sistema Internacional, 62 ppb en el sistema anglosaxó) amb un marge d'entre 24·103 a 114·103 ppm. Els estudis publicats mostren preocupació sobre l'exposició als PBDEs perjudica el desenvolupament del sistema nerviós i se sap que tenen efectes de disruptors hormonals, particularment sobre els estrògens i les hormones tiroidals. Aquests efectes sobre les hormones tiroidals en ratolins, persisteixen en l'edat adulta. L'Agència de Protecció Mediambiental dels EUA (EPA per les sigles en anglès) afirma que els PBDEs són particularment tòxics pel desenvolupament del cervell dels animals, i revisions d'estudis han mostrat que una sola dosi en l'etapa de desenvolupament pot causar canvis permanents en el comportament incloent hiperactivitat.
Científics Suecs van ser els primers a detectar acumulacions de compostos similars al PentaBDE en la llet materna. Estudis de la Swedish Society for Nature Conservation van trobar per primer cop nivells molt alts de compostos altament bromats (BDE-209) en ous de Falcó pelegrí. Dos tipus de PBDEs, els penta i els octasubstituits, ja no es produeixen als Estats Units a causa dels seus efectes sobre la salut. Basant-se en una comprensiva valoració del risc, mitjançant la regulació de substàncies existents (Existing Substances Regulation 793/93/EEC), s'hi van prohibir aquests congèneres l'any 2004. Tot i així, aquests compostos encara es troben en mobiliari i espumes fetes abans de la prohibició. Els més utilitzats, en electrònica són els DecaBDE, els quals estan prohibits a Europa i en alguns estats dels EUA per a aquest ús. La EPA ha determinat la dosi de referència innòcua als 7μg/kg (micrograms per kilo) de massa corporal. Però d'altra banda, la Dra. Linda Birnbaum, una experimentada toxicòloga adverteix: "El que veig, és una altra peça que evidencia el fet que nivells d'aquests productes químics en nens són més alts que els nivells dels seus pares; crec que aquest estudi aixeca una bandera vermella". Un estudi previ fet per EWG el 2003, va mostrar que els nivells mitjans de llet materna de 20 mares americanes eren 75 vegades més alts que els nivells mitjans a Europa.
S'ha relacionat l'augment dels nivells de PBDEs en el medi ambient amb l'augment de l'hipertiroïdisme en els felins. Tot i això, un estudi, el 2007 no va trobar cap associació entre aquests dos fets.
Un experiment dirigit a Woods Hole Oceanographic Institution, el 2005, va mostrar que l'isòtop dels metoxi-PBDEs trobats en greix de balenes era carboni 14, l'isòtop radioactiu natural del carboni. Els metoxi-PBDEs són produïts per algunes espècies marines. Si els metoxi-PBDEs haguessin provingut de fonts humanes, només tindrien el carboni 12 i no tindrien carboni 14, ja que provindrien del petroli i, per tant, aquest isòtop hauria desaparegut al llarg del temps. Les marques isotòpiques dels PBDEs no s'han avaluat. Però el carboni 14 podria provenir del grup metoxi afegit enzimàticament a PBDEs artificials.
Un estudi del 2010 va trobar que els nens amb concentracions més altes de PBDEs en la sang del cordó umbilical en el naixement, van treure notes més baixes en tests de desenvolupament mental i físic entre les edats d'1 i 6 anys, i eren especialment evidents als 6 anys, quan la puntuació de l'intel·lecte verbal i el coeficient intel·lectual es van reduir entre 5,5 i 8 punts.

## Regulació dels PBDEs
Des de l'1 de juny del 2006, l'estat de California va prohibir la producció, distribució i el processament de productes que continguessin èters difenílics pentabromats i èters difenílics octabromats. Els PBDEs són úbics, és a dir que es poden trobar molt lluny d'on s'hagin produït i com afirma la EPA poden produir riscs en la salut. D'acord amb el sistema d'informació del risc integrat de la EPA dels EUA, les evidències indiquen que els PBDEs poden ser tòxics pel fetge, la glàndula tiroidal i pel desenvolupament mental. El Juny de l'any 2008, la EPA va considerar una exposició diària innòcua entre 0,1 a 7,0 μg/kg de massa corporal, pels PBDEs més comuns. L'Agost de 2003, l'estat de California va fer un projecte de llei per il·legalitzar la venda d'èters difenílics penta i octabromats, i de productes que els continguèssin, la qual es va fer efectiva l'1 de gener de 2008. El Maig de 2007, la legislatura de l'estat de Maine va fer un projecte de llei per prohibir l'ús dels DecaBDE.
La Unió Europea va decidir prohibir l'ús de dues classes de retardants de flama, concretament els PBDEs i els bifenils polibromats (PBBs) en sistemes elèctrics i electrònics. Aquesta prohibició es va formalitzar en la directiva 2002/95/CE de Restricció de certes Substàncies Perilloses en aparells elèctrics i electrònics (RoHS per les sigles en anglès de "Restriction of Hazardous Substances"), i es va establir un nivell màxim d'1g/kg per a la suma de PBBs i PBDEs. El Febrer de 2009, l'Institut de Materials i Mesures de Referència (IRMM) va crear dos mostres de referència certificades per ajudar els laboratoris analítics a detectar millor aquestes classes de retardants de flama, aquests materials de referència es van fer a prop del límit legal i amb representació de tots els PBDEs i PBBs rellevants.

## Altres enllaços
- Estratègia pel control del risc dels PBDEs. Canadà 2006 Arxivat 2016-03-03 a Wayback Machine. (anglès)
- Control periòdic de l'Agència Catalana de Seguretat Alimentaria(català)